# Bridge Constructor Portal
Bridge Constructor Portal je inženýrská simulace a logická videohra vyvinutá společností ClockStone a vydaná společností Headup Games. Hra je součástí série Bridge Constructor a obsahuje prvky série Portal od společnosti Valve, odehrává se v laboratořích Aperture. Hra byla vydána v prosinci 2017 pro systémy Android, iOS, Linux, macOS a Windows a v únoru 2018 pro konzole Nintendo Switch, PlayStation 4 a Xbox One. Do srpna 2018 se hry prodalo více než 500 000 kopií. 

## Hratelnost
Bridge Constructor Portal je videohra zasazená do univerza série Portal. Hráči mají za úkol navrhovat a stavět mosty, aby dostali jeden nebo více vozů z jednoho místa na druhé v laboratořích Aperture pod dohledem umělé inteligence GLaDOS.
Hra spojuje prvky ze série Bridge Constructor a série Portal. Hráči mají za úkol stavět mosty pomocí vzpěr a lan, ukotvených k předem určeným pevným bodům. Omezená dostupnost pevných bodů může po hráči vyžadovat stavbu samonosných mostů. Tyto mosty musí být schopny odolat své vlastní hmotnosti, stejně jako nákladním automobilům a jakékoli síle, která působí při přistání na mostě. Prvky z Portalu vyžadují, aby hráč vedl kamiony po mostech, procházel portály, přecházel přes tlačítka pro otevření dveří nebo další jiné akce, vyhýbal se tomu, aby se dostal do zorného pole strážních věží nebo do kontaktu se smrtící kapalinou či laserovými poli, a používal další herní prvky Portalu, jako jsou pohonné a odpuzující gely a odpalovací rampy.
Hráči mohou přepínat mezi konstrukčním režimem, testovacím režimem a režimem vozidla a vizualizovat tak svá řešení. Testovací režim simuluje fyziku úrovně, abyste zjistili, jak komponenty mostu obstojí pod vlastní vahou. Režim vozidla vyšle jeden nebo více nákladních vozů přes hráčovo řešení. Během kteréhokoli z těchto režimů hra zobrazí všechny vzpěry nebo lana, která jsou pod napětím. Pokud překročí svou mezní hodnotu namáhání, prasknou a způsobí zřícení mostu. Pokud hráč navrhne most tak, aby úspěšně umožnil průjezd jednomu vozidlu, může se poté pokusit poslat přes trať kolonu vozidel. Tato vozidla jsou vypouštěna po jednom v pravidelných intervalech a testuje se, zda součásti mostu vydrží opakované namáhání nebo zda křížení cest nezpůsobí kolize.
Pro úroveň není stanoven žádný stavební limit, ale každá součástka mostu umístěná do řešení má peněžní hodnotu a hráč je samostatně vyzván, aby celková peněžní hodnota byla co nejnižší. Hráč vyřeší hádanku tím, že dostane přes trať jedno vozidlo, ale vyšší hodnocení získá, když dostane přes trať všechna vozidla v koloně bez újmy. 

## Vývoj a vydání
Bridge Constructor Portal je vyvíjen společností ClockStone a vydáván společností Headup Games. Obě studia pracovala v průběhu roku 2017 na nástupci své videohry Bridge Constructor z roku 2011. Spolupracovali se společností Valve, aby jim pomohla s herními prvky ze hry Portal, výtvarnými prostředky a příběhem ze série Portal. To zahrnuje i přivedení Ellen McLainové, která pro hru namluvila hlas GLaDOS.
Hra byla oznámena 6. prosince 2017 a vyšla 20. prosince 2017 pro mobilní zařízení se systémy Android a iOS a pro osobní počítače se systémy Linux, MacOS a Windows. 28. února 2018 byla hra vydána pro konzole Nintendo Switch, PlayStation 4 a Xbox One.
Verze pro Xbox One a Windows 10 jsou sdílené mezi verzemi v rámci služby Xbox Play Anywhere. To zahrnuje nejen sdílení ukládacího souboru mezi verzemi, ale i grafické nastavení z verze pro Windows 10. 